# Élection à la direction du Parti conservateur britannique de 2016
L'élection à la direction du Parti conservateur de 2016 pour élire le nouveau chef du Parti conservateur à la suite de la démission de David Cameron après le référendum sur l'appartenance du Royaume-Uni à l'Union européenne qui a vu l'option du retrait l'emporter.
Après le retrait d'Andrea Leadsom le 11 juillet 2016, Theresa May est la dernière candidate en lice et remporte ainsi l'élection. Elle succède à Cameron en tant que Première ministre du Royaume-Uni le 13 juillet suivant, le Parti conservateur disposant d'une majorité de sièges au sein de la Chambre des communes.

## Contexte

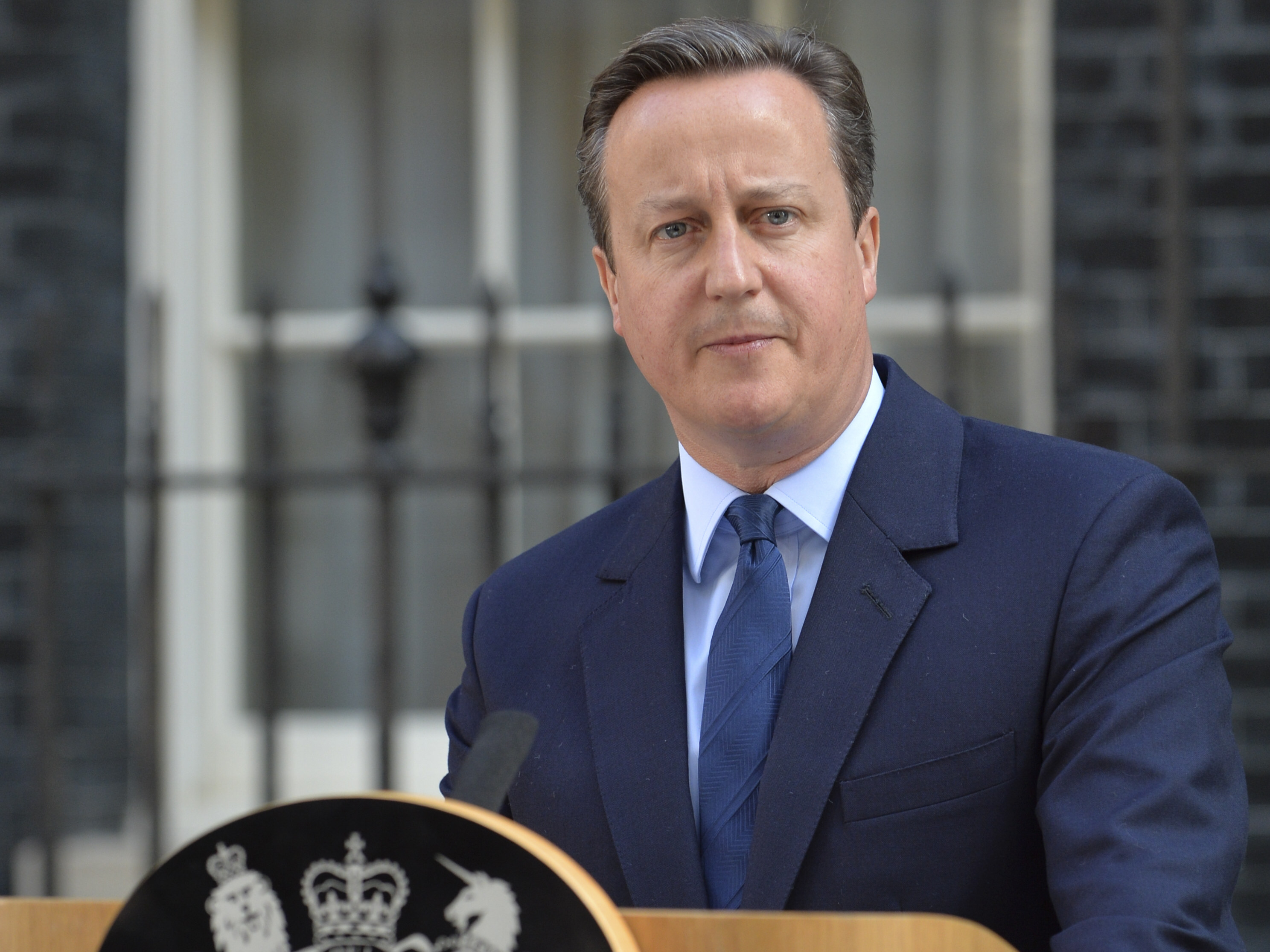
David Cameron annonçant sa démission après le référendum sur le maintien du Royaume-Uni dans l'Union européenne.

David Cameron devient chef du Parti conservateur en 2005. Lors des élections de 2010, les conservateurs arrivent en tête sans remporter de majorité et Cameron devient Premier ministre à la faveur d'une coalition avec les libéraux-démocrates. 
David Cameron a tenté de faire adopter à son parti des positions plus progressistes à travers son projet de « Big Society ». En 2010, le gouvernement de coalition a ainsi légalisé le mariage homosexuel ou augmenté l'aide au développement mais les conservateurs au pouvoir ont également mis l'accent sur la réduction du déficit public, notamment en coupant dans les budgets sociaux. La mise en place de la « Bedroom Tax » — un impôt sur les logements possédant une chambre vacante — est notamment très controversée. Sous la pression du UKIP, Cameron a par ailleurs durci ses positions en matière d'immigration et d'aides sociales. 
N'ayant pas réussi à faire adopter une loi sur un référendum sur le maintien ou non du Royaume-Uni au sein de l'Union européenne lors de leur premier mandat, les conservateurs inscrivent cette promesse dans leur programme pour les élections générales de 2015 qu'ils remportent. Le référendum est inclus dans le discours du Trône du 27 mai 2015 et le European Union Referendum Act est déposé à la Chambre des communes dès le lendemain. Il reçoit la sanction royale le 17 décembre 2015. 
En février 2016, David Cameron conclue des négociations avec l'Union européenne sur le statut du Royaume-Uni au sein de celle-ci. Satisfait des mesures obtenues, il annonce la tenue du référendum pour le 23 juin 2016 et qu'il appelle à voter « Rester ».
Lors de la campagne, le Parti conservateur est divisé entre Cameron et les principaux membres de son gouvernement qui soutiennent le maintien dans l'Union européenne et l'aile eurosceptique du parti qui soutient le Brexit, appuyé notamment par l'ancien maire de Londres, Boris Johnson.
Le 24 juin 2016, après l'annonce des résultats qui donnent 51,9 % à l'option du retrait, David Cameron annonce sa prochaine démission de la tête du Parti conservateur et du gouvernement.

## Procédure
L'élection du chef a lieu en deux temps. Elle est supervisée par le « Comité 1922 », composé des députés conservateurs d'arrière-ban. 
Seuls les députés peuvent être candidats et chaque candidature doit recevoir l'appui d'au moins deux autres députés. Le dépôt des candidatures a lieu les 29 et 30 juin 2016.
Dans un premier temps, l'ensemble des députés conservateurs tiennent une série de scrutins éliminatoires : le premier tour a lieu le mardi 5 juillet à l'issue duquel le candidat arrivé en dernier est éliminé, le second le jeudi 7 juillet afin de restreindre le nombre de candidats à deux.
À l'issue de cette sélection, les adhérents du Parti conservateur devaient être appelés à choisir entre les deux candidats restants par scrutin postal. Ce vote devait durer jusqu'au 8 septembre. Toutefois, le 11 juillet, Andrea Leadsom se retire du scrutin, laissant la voie libre à Theresa May.

## Candidats
| Nom            | Nom            | Poste le plus récent | Position lors du référendum sur l'Union européenne | Position lors du référendum sur l'Union européenne | Déclaration de candidature |
| -------------- | -------------- | --- | -------------------------------------------------- | -------------------------------------------------- | -------------------------- |
| Stephen Crabb  | Stephen Crabb  | - Député de Preseli Pembrokeshire depuis 2005 - Secrétaire d'État au Travail et aux Retraites depuis 2015                   |                                                    | Rester                                             | 28 juin 2016               |
| Liam Fox       | Liam Fox       | - Député depuis 1992 (Woodspring 1992-2010, North Somerset depuis 2010) - Ancien secrétaire d'État à la Défense (2010-2011) |                                                    | Quitter                                            | 29 juin 2016               |
| Michael Gove   | Michael Gove   | - Député de Surrey Heath depuis 2005 - Lord chancelier et secrétaire d'État à la Justice depuis 2015                        |                                                    | Quitter                                            | 30 juin 2016               |
| Andrea Leadsom | Andrea Leadsom | - Députée de South Northamptonshire depuis 2010 - Ministre d'État à l'Énergie depuis 2015                                   |                                                    | Quitter                                            | 29 juin 2016               |
| Theresa May    | Theresa May    | - Députée de Maidenhead depuis 1997 - Secrétaire d'État à l'Intérieur depuis 2010                                           |                                                    | Rester                                             | 30 juin 2016               |

Plusieurs personnalités du Parti conservateur ont décliné une candidature à l'élection. C'est notamment le cas de Boris Johnson, député de Uxbridge and South Ruislip et ancien maire de Londres : partisan de la sortie de l'Union européenne lors de la campagne référendaire, il fait figure de favori pour succéder à David Cameron lors de l'annonce de sa démission mais finit par renoncer à se présenter, soutenant quelques jours plus tard la candidature d'Andrea Leadsom.

## Résultats
Le premier tour de scrutin parmi les députés a lieu le 5 juillet 2016. Theresa May arrive largement en tête, suivie par Andrea Leadsom et Michael Gove ; dernier, Liam Fox est éliminé, tandis que Stephen Crabb se retire et apporte son soutien à Theresa May. Au second tour, le 7 juillet 2016, celle-ci est de nouveau en tête, devant Andrea Leadsom, alors que Michael Gove, arrivé loin derrière, est éliminé. Le 11 juillet, après des polémiques la visant, Andrea Leadsom annonce son retrait, ce qui permet à May de s'assurer la fonction de chef du parti et donc de Première ministre,.
| Candidats | Candidats      | Vote des députés   | Vote des députés   | Vote des députés  | Vote des députés  | Vote des adhérents | Vote des adhérents |
| Candidats | Candidats      | 1er tour 5 juillet | 1er tour 5 juillet | 2d tour 7 juillet | 2d tour 7 juillet | Vote des adhérents | Vote des adhérents |
| Candidats | Candidats      | Votes              | %                  | Votes             | %                 | Votes              | %                  |
| --------- | -------------- | ------------------ | ------------------ | ----------------- | ----------------- | ------------------ | ------------------ |
|           | Theresa May    | 165                | 50,2               | 199               | 60,5              | Vainqueur          | Vainqueur          |
|           | Andrea Leadsom | 66                 | 20,1               | 84                | 25,5              | Retrait            | Retrait            |
|           | Michael Gove   | 48                 | 14,6               | 46                | 14,0              | Éliminé            | Éliminé            |
|           | Stephen Crabb  | 34                 | 10,3               | Retrait           | Retrait           |                    |                    |
|           | Liam Fox       | 16                 | 4,9                | Éliminé           | Éliminé           |                    |                    |
| Total     | Total          | 329                | 99,7               | 329               | 99,7              |                    |                    |